# 酒令
酒令，或称行酒令，最早是在酒宴中限制飲酒的規定。周代設有「立之監」、「佐主史」的令官，是酒令的執法者。但酒令後來卻成為酒酣耳热時，朋友間喝酒時助興图开心所玩的遊戲。

## 歷史
世界各地也有形形色色的行酒令遊戲，西方學者將之追溯至公元前4至5世紀的古希臘。中國古典籍亦不乏記載，《左传》昭公十二年记载，晋昭公和齐景公在宴会上「投壺赋诗」，投壺是酒令的一種，源於西周時期的射禮，此即酒令之先河。三國時，邯鄲淳寫有《投壺賦》：“絡繹聯翩，爰爰兔發，翻翻隼隼，不盈不縮，應壺順入”。《醉写赤壁赋》楔子：「今无甚事，且回后堂中和夫人猜枚吃酒去也。」；《红楼梦》第二三回：「低吟悄唱，拆字猜枚，无所不至，倒也十分快意。」

## 種類
俞敦培《酒令丛钞》把酒令分古令、雅令、通令、筹令四类。何权衡等编《古今酒令大观》把酒令分为字词令、诗语令、花鸟鱼虫令、骰令、拳令、通令、筹令七类。